# Khyri Thomas
Khyri Jaquan Thomas (ur. 8 maja 1996 w Cupertino) – amerykański koszykarz występujący na pozycji rzucającego obrońcy, obecnie zawodnik Maccabi Tel Awiw.
Dołączył do elitarnego grona zawodników, którzy dwukrotnie zdobyli tytuł obrońcy roku konferencji Big East (Kris Dunn, Allen Iverson, Alonzo Mourning, Dikembe Mutombo, Patrick Ewing.
20 listopada 2020 trafił w wyniku wymiany do Atlanty Hawks, po czym został zwolniony.
7 maja 2021 podpisał 10-dniową umowę z Houston Rockets. 14 maja zawarł kontrakt do końca sezonu z Rockets. 6 października 2021 opuścił klub. 24 listopada 2021 został zawodnikiem hiszpańskiego Surne Bilbao Basket.
10 stycznia 2022 dołączył do Maccabi Tel Awiw.

## Osiągnięcia
Stan na 22 stycznia 2022, na podstawie, o ile nie zaznaczono inaczej.
NCAA
- Uczestnik rozgrywek turnieju NCAA (2017, 2018)
- Obrońca roku konferencji Big East (2017, 2018)[10]
- Zaliczony do:
  - I składu defensywnego NCAA – Lefty Driesell Defensive All-America Team (2017 przez CollegeInsider.com)
  - II składu Big East (2018)
- Lider Big East w skuteczności rzutów z gry (53,8% – 2018)